# Військова академія
Акаде́мії військо́ві  — вищі військові навчальні заклади і центри військово-наукової роботи. В деяких державах мають назву вищих військових школ або військових коледжів. Військові академії призначені готувати й удосконалювати офіцерів з вищою військовою та вищою військово-спеціальною освітою вищої кваліфікації для збройних сил.

## Азія

### Індія
- Індійська військова академія

### Японія
- Військова академія армії Японії (1874–1945)
- Вища військова академія армії Японії (1883–1945)
- Військова академія флоту Японії (1876–1945)

## Америка

### США
- Військова академія США
- Військово-морська Академія США
- Воєнний коледж армії США
- Воєнно-штабний коледж армії США

## Європа

### Естонія
- Естонський національний коледж оборони

### Росія
У Росії перша (медико-хірургічна) Військова академія була створена 1798.
- Військова академія Генерального Штабу,
- Військово-Політична академія ім. В. І. Леніна,
- Загальновійськові та спеціальні академії всіх видів і родів військ збройних сил.
- Військова академія імені М. В. Фрунзе
- Військова академія зв'язку імені Будьонного (Санкт-Петербург)
- Військово-морський інститут радіоелектроніки імені О. С. Попова (Військово-морська академія імені М. Г. Кузнєцова)

### Україна
- Військова академія (м. Одеса)
- Національна академія оборони України
- Академія сухопутних військ імені гетьмана Петра Сагайдачного.

### Франція
- Особлива військова школа Сен-Сір